# Tanacetum coccineum
Cúc đuổi muỗi (danh pháp hai phần: Tanacetum coccineum) là một loài thực vật có hoa trong họ Cúc. Loài này được (Willd.) Grierson miêu tả khoa học đầu tiên năm 1974.